# (382238) Эвфем
(382238) Эвфем (лат. Euphemus) — троянский астероид Юпитера, двигающийся в точке Лагранжа L5, в 60° позади планеты. Астероид был открыт 8 июля 2011 года американским астрономом L. Elenin в обсерватории Мейхилл и назван в честь одного из персонажей древнегреческой мифологии.

Орбита астероида Эвфем и его положение в Солнечной системе